# 阔瓣含笑
阔瓣含笑（学名：Michelia platypetala）为木兰科含笑属下的一个种。